# Krasíkov
Krasíkov település Csehországban, az Ústí nad Orlicí-i járásban. Krasíkov Žichlínek, Tatenice, Koruna és Třebařov településekkel határos. Lakosainak száma 300 fő (2024. január 1.).

## Népesség
A település lakosságának változását az alábbi diagram mutatja:
| Lakosok száma | 695  | 677  | 578  | 372  | 366  | 305  | 327  | 312  | 297  | 300  |
|               | 1869 | 1890 | 1921 | 1950 | 1980 | 2001 | 2017 | 2019 | 2022 | 2024 |